# گاهانیست
گاهانیست (ارمنی: Գահանիստ؛ ترکی آذربایجانی: Lələbağırlı) یک منطقهٔ مسکونی در جمهوری آرتساخ است که در استان کاشاتاق واقع شده‌است.